# Бергамот
Бергамо́т, или апельсин-бергамот (лат. Citrus bergamia) — гибридный вид растений семейства Рутовые. Получен путём скрещивания померанца и цитрона. Родиной бергамота считается Юго-Восточная Азия.

## Происхождение названия
Название растения происходит от итал. bergamotto, образованного из имени города Бергамо. В то же время этимология омонимичного названия сорта груш восходит к осман. beg-armudi‎ — «бейская груша».

## Ботаническое описание
Бергамот — вечнозелёное дерево высотой от 2 до 10 м. Ветви с длинными тонкими острыми колючками длиной до 10 см.
Листья — с характерным ароматом, очерёдные, черешковые (черешки с небольшими крыльями линейной формы), кожистые, яйцевидно-продолговатые или эллиптические, заострённые, сверху — зелёные, блестящие, снизу — более светлые, слегка зубчатые, волнистые.
Цветки крупные, очень душистые, одиночные или собранные в немногоцветковые пазушные пучки, обоеполые, белые или пурпурные, с сильным приятным запахом. Цветёт в марте — апреле.
Плод — шаро- или грушевидной формы, изменчивые по величине, с пупком и остающимся на нём булавовидным столбиком длиной в 1 см и больше, золотисто-жёлтые, с гладкой толстой трёхслойной оболочкой, богатой эфирным маслом. Мякоть состоит из ряда легко расщепляемых сегментов, внутри которых расположены немногочисленные семена. Имеет приятный кисловатый вкус. Плоды созревают в ноябре — декабре.
Дерево рано и обильно плодоносит, но слабо морозостойкое.

## Распространение и экология
Выращивание главным образом ограничено Ионическим побережьем региона Калабрия в Италии, до такой степени, что это — символ всей области. Бергамот выращивается на средиземноморском побережье, где состав почвы и температура наиболее благоприятны (Испания, Греция и Франция), а также на плантациях в Аргентине, Бразилии и штате Джорджия (США). В Таиланде часто продается очень похожий каффир-лайм (папеда ежеиглистая).
Культура получила развитие с начала XVIII века, когда эфирное бергамотное масло нашло применение в парфюмерии, а затем в микроскопической технике.

## Химический состав растительного сырья
Эфирное (бергамотное) масло получают из кожуры плодов, цветков и листьев. Выход эфирного масла из кожуры плодов 1—3 %. Бергамотное масло — жидкость, обладающая приятным своеобразным запахом и горьковатым вкусом. Главной составной частью бергамотного масла является L—линалилацетат (35—50 %), кроме того, в нём содержатся L—линалоол, нерол, терпинеол, цитраль, D—лимонен, α-пинен, камфен, бергаптен, бергаптол, β-кариофиллен, n—цимол и др. Выход эфирного масла из листьев составляет 0,15—0,35 %. Эфирное масло содержит цитраль, лимонен, свободный и связанный линалоол (55 %), D-α-терпинеол (6 %), свободный и связанный гераниол и нерол (6 %), сесквитерпеновые спирты (0,3 %), метилантранилат. Специфический приятный аромат масла обусловлен присутствием линалилацетата и свободного линалоола.

## Применение
Эфирные масла, извлечённые из плодов и цветков, используются в парфюмерии и микроскопической технике, а также в пищевом производстве — например, оно идёт на отдушку таких сортов чая, как Earl Grey. Кожица бергамота используется в ароматерапии, для лечения депрессии и улучшения пищеварения. Содержащиеся в нём фурокумарины обладают сильным фотосенсибилизирующим эффектом, способствующим более быстрой пигментации кожи. В медицине на основе одного из компонентов — бергаптена — созданы препараты для лечения витилиго и гнездовой плешивости.

### В кулинарии
Итальянский изготовитель продуктов питания Caffé Sicilia в Ното и Сиракузах производит мармелад, используя плоды бергамота как основной компонент.
В Греции популярно варенье из кожуры бергамота и сахара.

### В парфюмерии
Бергамотное масло применяется для отдушки мазей и в парфюмерии. Кожица бергамота используется в парфюмерии из-за её способности объединяться с различными ароматами, формируя букет ароматов, которые дополняют друг друга.
Некоторые исследователи утверждают, что запах бергамота способствует концентрации внимания.

## Воздействие на здоровье
Используемый в косметике и парфюмерии, бергамот может вызывать раздражение кожи. В прошлом псорален, извлеченный из бергамотового масла, использовался в ускорителях загара и солнцезащитных кремах. Известные как фотоканцерогенные с 1959 года, эти вещества, тем не менее, продолжали использоваться в солнцезащитных кремах до 1995 года, способствуя многим случаям злокачественной меланомы и смерти.